# پتری فورسل
پتری فورسل (فنلاندی: Petteri Forsell؛ زادهٔ ۱۶ اکتبر ۱۹۹۰) بازیکن فوتبال اهل فنلاند است.
از باشگاه‌هایی که در آن بازی کرده‌است می‌توان به باشگاه فوتبال ماریهامن، باشگاه فوتبال بورسااسپور، و باشگاه فوتبال واسان پالوسئورا اشاره کرد.
وی همچنین در تیم‌های ملی فوتبال زیر ۲۱ سال فنلاند و فنلاند بازی کرده‌است.